# Riff
En la música, un riff és una frase de dos o quatre compassos que es repeteix sovint, normalment executada per la secció d'acompanyament. Els seus orígens es remunten als patrons de crida i resposta de la música de l'oest d'Àfrica i que ha passat a la música afroamericana, els claves cubans i el jazz.
Un riff que ha inspirat moltes cançons arreu al món des del 1899 és el Nas de barraca o en la seva versió anglesa Shave and a haircut. Un exemple de riff en la música rock, és la introducció de guitarra de Guns N' Roses a Sweet Child O' Mine. En la música clàssica, el seu equivalent és l'obstinat com per exemple al Boléro de Ravel.
Així al final riff se li pot dir com una frase musical, distingible i que es repeteixi al llarg de la peça, diferenciant-se així del solo o de la cadència virtuosa, que és on l'artista explota les seves habilitats sense repetir-la durant la cançó.